# Masia l'Alou (Balsareny)
Masia l'Alou és una masia del municipi de Balsareny (Bages) inclosa en l'Inventari del Patrimoni Arquitectònic de Catalunya. Propers a la masia hi ha una antiga capella d'època medieval i una font d'època moderna.

## Descripció
Mas d'estructura força irregular, resultat de successives reformes i construccions. A grans trets, presenta una construcció de tres plantes amb coberta a doble vessant i el carener paral·lel a la façana. Té poques obertures i distribuïdes de manera molt irregular. A la façana de llevant i a la de ponent hi ha unes galeries amb pilars de pedra picada. Als baixos, interessants voltes de pedra de tradició gòtica i dos portals de punt rodó, testimonis de les diferents modificacions que ha rebut el mas.

## Història
El mas surt citat l'any 1157 quan se'n fa donació al monestir de l'Estany. A la casa es conserven diverses inscripcions que indiquen reformes importants al mas: una llinda amb la data de 1646 i una altra del 1768 amb el nom de Joseph Alou, en són dos testimonis.
Conserva forn de pa.

## Capella de Santa Maria de l'Alou
Al costat de la masia hi ha una antiga capella, actualment sense culte i dedicada a pallisses, coneguda com a Capella de Santa Maria de l'Alou o Santa Margarida.
És una capella de nau rectangular, amb coberta a doble vessant. A la façana hi ha un gran portal de mig punt, adovellat, a la dovella central del qual hi ha esculpida una creu. A la part central de la façana s'hi aixeca un petit campanar d'espadanya, d'un sol ull, construït a base de pedra menuda, que s'assenta sobre la base d'una espadanya més grossa. A la part posterior, un absis semicircular abraça pràcticament tota la nau.
L'estructura de la capella és, excepte el portal d'entrada, de tradició romànica. Anteriorment la capella havia estat dedicada a Sant Joan, pel que es coneixia amb el nom de Sant Joan de l'Alou. Fa ja molt temps que no té dedicació al culte. Hi ha controvèrsies a l'hora de datar aquesta capella: hi ha qui la data del segle xiii i d'estil romànic i de transició al gòtic, i hi ha qui la data ja entrat el segle xv.

## Font de l'Alou
A uns 50 m de la masia es troba una font, coneguda com a Font de l'Alou. La font inclou una construcció de base quadrada amb coberta amb volta de canó, aixecada a base de pedra disposada en forma de plec de llibre. La funció d'aquesta construcció és la d'aixoplugar els usuaris de l'aigua i a la vegada contenir l'empenta de l'aigua del dipòsit de la font. A l'espai del broc hi ha la finestra de registre del dipòsit tapada amb una llosa i que de vegades es feia servir com a capelleta per posar-hi una imatge.